# Rucheng
Der Kreis Rucheng (汝城县,  Rǔchéng Xiàn) ist ein Kreis der bezirksfreien Stadt Chenzhou (郴州) im Südosten der chinesischen Provinz Hunan. Die Fläche beträgt 2.425 Quadratkilometer und die Einwohnerzahl 352.500 (Stand: Ende 2018).